# 쌍극자

맨 위에 북극이 있고 맨 아래에 남극이 있는 구의 자기장이다. 그에 비해, 지구는 북극 근처에 S극이 있고 남극 근처에 N극이 있다.

쌍극자(雙極子, dipole)는 전자기학에서 양·음의 극이 상대하고 있는 물질을 말한다.
전자기학에는 두 종류의 쌍극자가 있다.
- 전기 쌍극자는 전자기계에서 발견되는 양전하와 음전하의 분리를 다룬다. 이 계의 간단한 예는 크기는 같지만 반대되는 부호의 전하 쌍으로, 일반적으로 작은 거리를 두고 분리된다. (영구적인 전기 쌍극자를 일렉트릿이라고 한다.)
- 자기 쌍극자는 전류 시스템의 폐쇄 순환이다. 간단한 예로는 와이어에 일정한 전류가 흐르는 단일 루프가 있다. 막대 자석은 영구 자기 쌍극자 모멘트를 갖는 자석의 예이다.[1][2]

전기 또는 자기에 관계 없이 쌍극자는 쌍극자 모멘트, 벡터량으로 특징 지을 수 있다. 단순 전기 쌍극자의 경우 전기 쌍극자 모멘트는 음전하에서 양전하의 방향이며 각 전하의 강도에 전하 사이의 간격을 곱한 것과 같은 크기를 갖는다. 정확하게는: 쌍극자 모멘트의 정의를 위해 항상 "쌍극자 한계"를 고려해야 한다. 예를 들어, 발생 전하의 거리는 0으로 수렴되어야 하고 동시에, 전하 강도는 곱이 양의 상수를 유지하도록 무한대로 분산되어야 한다)
자기 (쌍극자) 전류 루프의 경우 자기 쌍극자 모멘트는 루프를 통해 가리키며(오른손 법칙에 따라) 루프의 전류 곱하기 루프 면적과 같은 크기를 갖는다.
자기 전류 루프와 유사하게, 전자 입자와 다른 기본 입자들은 자기 쌍극자 모멘트를 가지고 있는데, 이는 전자가 매우 작은 전류 루프에서 발생하는 자기장과 동일한 자기장을 생성하기 때문이다. 그러나 전자의 자기 쌍극자 모멘트는 전류 루프에 의한 것이 아니라 전자의 고유한 특성 때문이다. 전자는 아직 관찰된 바는 없으나 전기 쌍극자 모멘트를 가질 수 있다.

크기가 무한히 작은 수평 방향 전기 쌍극자의 정전 퍼텐셜 등고선도. 강한 색은 가장 높은 전위와 가장 낮은 전위를 나타낸다(양극자의 반대 전하가 위치한다.

막대 자석과 같은 영구 자석은 전자의 고유 자기 쌍극자 모멘트에 의해 자성을 갖는다. 막대 자석의 양 끝은 극이라고 하며, "북쪽"과 "남쪽"으로 분류될 수 있다. 만약 자석이 지구의 자기장에 자유롭게 매달려 있다면, 북쪽을 찾는 극은 북쪽을, 남쪽을 찾는 극은 남쪽을 가리킬 것이다. 막대 자석의 쌍극자 모멘트는 자기 남쪽에서 자기 북극을 가리킨다. 자기 나침반에서 막대 자석의 북극은 북쪽을 가리킨다. 그러나 이는 지구의 지자기 북극이 쌍극자 모멘트의 S극이고, 이에 따라 그 반대라는 것을 의미한다.
자기 쌍극자의 생성에 대해 알려진 유일한 메커니즘은 전류 루프 또는 양자 역학적 스핀에 의한 것이다. 자기 단자극의 존재가 실험적으로 입증된 적이 없기 때문이다.
용어는 그리스어 δίς (dis)에서 왔으며 이는 "twice"를 의미한다. 그리고, πόλος (polos)에서 왔으며, 이는 "axis"를 의미한다.
분자 극성의 크기는 쌍극자 모멘트로 나타내며, 분자 구조 결정의 중요한 자료가 된다. 이 쌍극자 모멘트 P는, +Q의 양전하와 －Q의 음전하가 거리 r만큼 떨어져 있을 때 Qr로 나타낸다. 이것은 벡터량으로, 그 방향은 보통 양전하에서 음전하로 향한다.  극성 분자끼리는 정전기적인 힘이 발생하여 끌어당기므로, 비극성 분자끼리와 비교하여 분자간 힘이 강하다. 2개의 쌍극자가 평행으로 반대 방향을 향하고 있을 때 더 강하게 끌어당긴다.

## 분류

두 개의 반대 전하의 전기장선은 유한한 거리에 의해 분리된다.

유한 직경의 링 전류의 자기장선.

전기, 자기 등 모든 유형의 점 쌍극자의 자기력선

물리적 쌍극자는 두 개의 등가점 전하와 반대점 전하로 구성된다. 먼 거리(즉, 극의 분리에 비해 큰 거리)에서의 자기장은 위에서 정의한 쌍극자 모멘트에 거의 전적으로 의존한다. 점(전기) 쌍극자는 쌍극자 모멘트를 고정시킨 상태에서 거리가 0이 되도록 함으로써 얻어지는 극한이다. 점 쌍극자의 장은 특히 단순한 형태를 가지며, 다중극 전개에서 1차 항은 정확히 점 쌍극자장이다.
비록 알려진 자기 단극이 자연계에 존재하지 않지만, 전자와 같은 입자와 관련된 양자역학적 스핀 형태의 자기 쌍극자가 있다. 이론적인 자기 점 쌍극자는 전기 점 쌍극자의 전기장과 정확히 같은 형태의 자기장을 가지고 있다. 이러한 루프의 자기 쌍극자 모멘트는 루프를 흐르는 전류와 루프의 벡터 영역의 곱이다.
전하 또는 전류의 모든 구성은 '쌍극자 모멘트'를 가지며, 이는 주어진 구성의 장에 가장 가까운 장인 쌍극자를 기술한다. 이것은 총 전하("단극 모멘트")가 0일 때 다중극 전개의 한 항일 뿐이다. 자기 단극자가 없기 때문에 항상 자기 경우와 마찬가지이다.
쌍극자 항은 먼 거리를 계산할 때 영향을 가장 많이 주는 지배적인 항이다. 그 장은 다음(사중극자) 항에 대해 ⁠1/r3⁠ 및 더 높은 항에 대해 ⁠1/r4⁠의 더 높은 거듭제곱 또는 단극자 항에 대해 ⁠1/r⁠에 비해 ⁠1/r2⁠에 비례하여 떨어져있다.

## 같이 보기
- 편극 밀도
- 자석
- 인도양 다이폴
- 자기 홀극
- 자기 모멘트